# Оличахако (джамоат Калаи-Сурх)
Оличахако (Олучак; тадж. Оличаҳако) — село в Раштском районе Таджикистана. Входит в состав сельской общины (джамоата дехота) Калаи-Сурх. Расстояние от села до центра района (пгт Гарм) — 15 км, до центра джамоата (село Калаи-Сурх) — 6 км. Население — 402 человек (2017 г.), таджики. Население в основном занято сельским хозяйством.